# Williams College

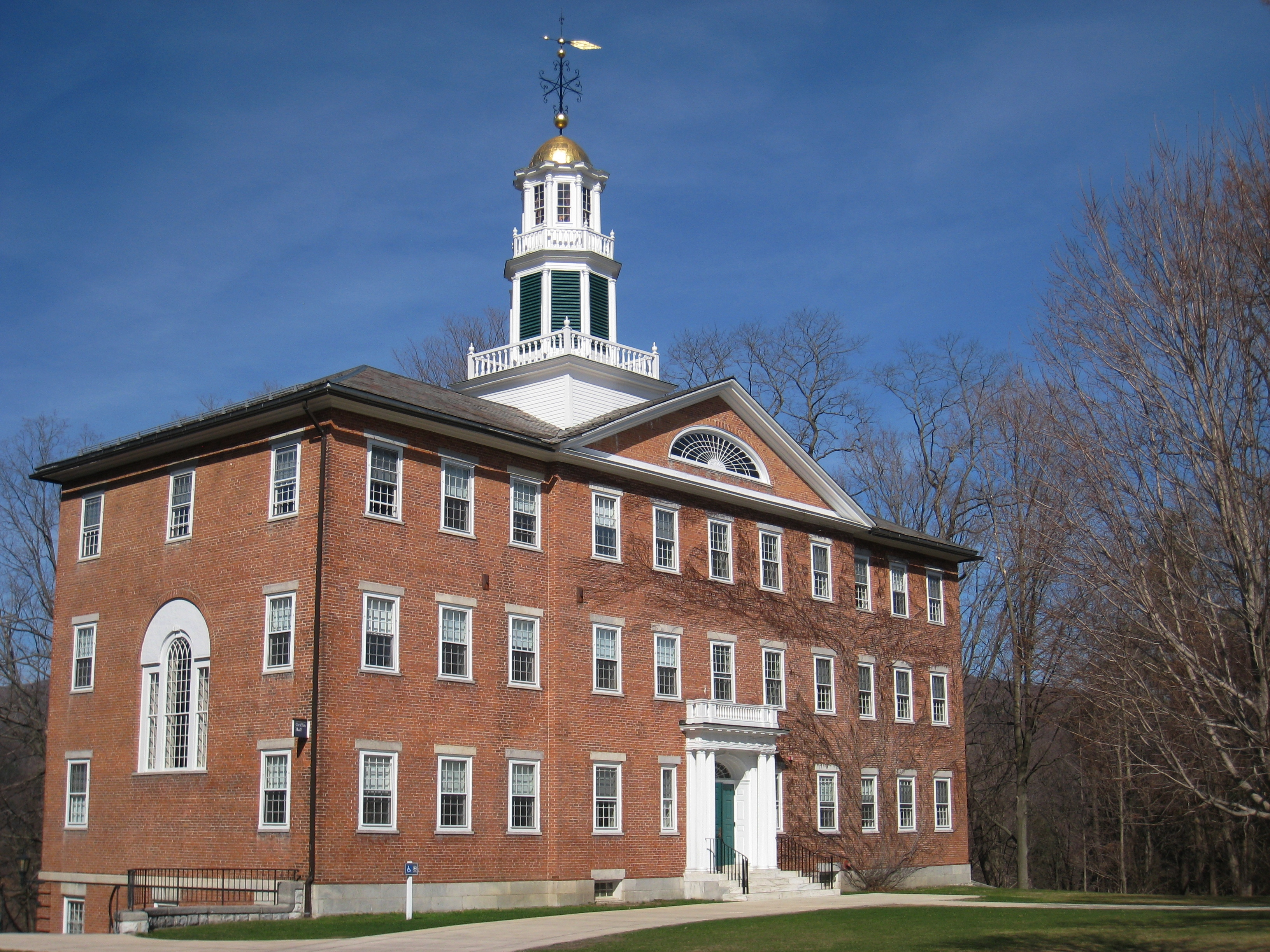
Die Griffin Hall des Williams College

Williams College ist eine prestigeträchtige, private US-amerikanische Universität in Williamstown in Massachusetts, die 1793 als Männer-College gegründet wurde und heute zum Kreise der Liberal-Arts-Colleges gehört. In den 1920er Jahren entstand der heute noch übliche Name Little Three, unter welchem sich Studenten aus Williams College regelmäßig mit Kommilitonen aus Wesleyan University und Amherst College auf sportlichem Gebiet messen.
Es gehört zu den selektivsten Colleges in den USA (ca. 7 Prozent der Bewerber werden angenommen) und war in der Ausgabe von 2024 des „U.S. News“-Rankings auf Rang 1 für Colleges gelistet und in America’s Best Colleges (einschließlich aller Universitäten) vom Forbes-Magazin auf Rang 17. Es ist auch relativ wohlhabend: Mit einem Stiftungsvermögen von 4,17 Milliarden US-Dollar lag das College 2021 auf Platz 29 der vermögendsten Universitäten (2020: 2,84 Milliarden Dollar, Platz 36). Das Williams College unterhält zahlreiche Partnerschaften mit Auslandsuniversitäten, wie etwa mit der University of Oxford in England.

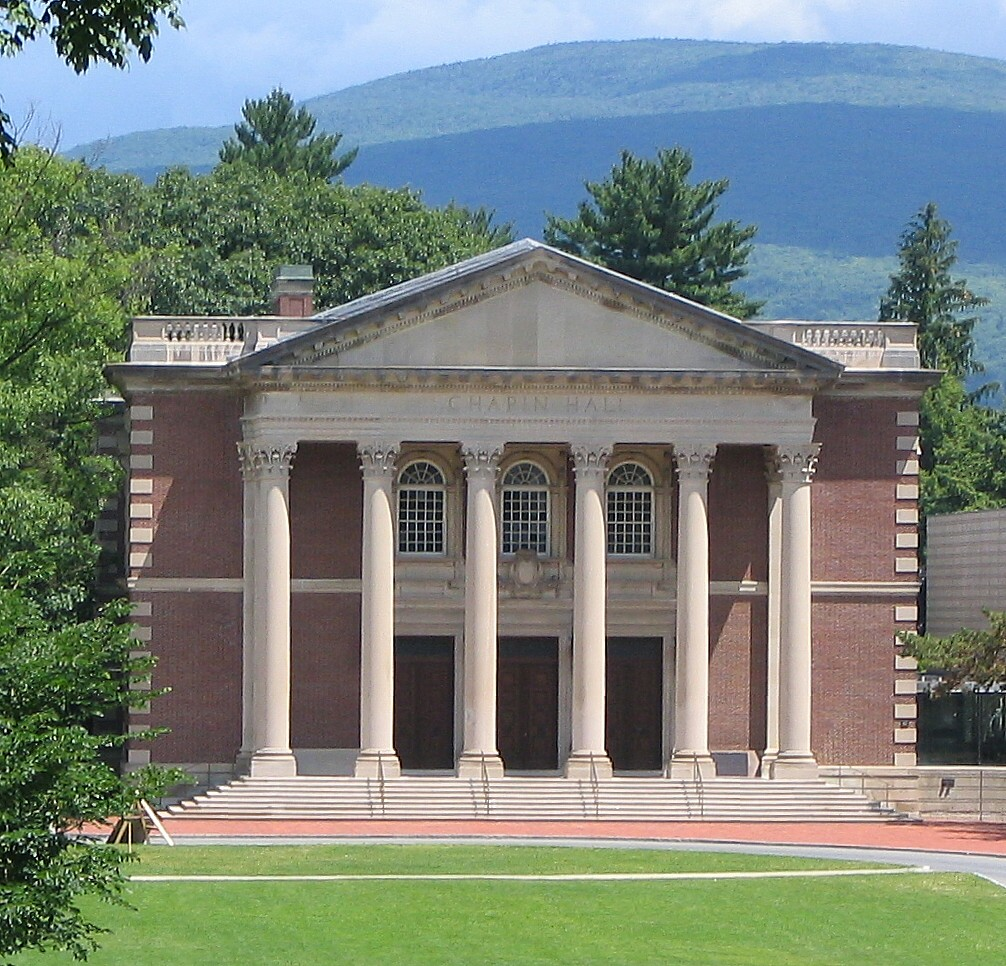
Chapin Hall

Williams College ist besonders auf die Undergraduate-Ausbildung spezialisiert, das heißt, Studenten des Williams College studieren vor allem für B.A. (Bachelor of Arts) Abschlüsse. Es gibt aber auch zwei Masters-Studiengänge, in Kunstgeschichte und Entwicklungsökonomie.
Im Zuge einer angestrebten Internationalisierung hat Williams College als einer der ersten US-Universitäten ein sogenanntes „need-blind“-Verfahren für internationale Studenten eingeführt, das heißt, ausländische Bewerber werden, genau wie inländische, ohne Berücksichtigung ihrer Zahlungsfähigkeit angenommen. Williams bietet weiterhin Stipendien für alle Studenten an, die das Auswahlverfahren erfolgreich bestanden haben und finanzielle Hilfe benötigen.

## Zahlen zu den Studierenden und den Dozenten
Im Herbst 2021 waren insgesamt 2.224 Studierende am Williams College eingeschrieben. Davon strebten 2.174 (97,8 %) ihren ersten Studienabschluss an, sie waren also undergraduates. Von diesen waren 52 % weiblich und 48 % männlich; 13 % bezeichneten sich als asiatisch, 5 % als schwarz/afroamerikanisch, 12 % als Hispanic/Latino und 50 % als weiß. 50 (2,2 %) arbeiteten auf einen weiteren Abschluss hin, sie waren graduates. Es lehrten 396 Dozenten an der Universität, davon 310 in Vollzeit und 86 in Teilzeit.
Im Herbst 2020 waren insgesamt 1.942 Studierende eingeschrieben, davon 1.917 (98,7 %, 961 Frauen und 956 Männer) undergraduates. 25 (1,3 %, 15 Frauen, 10 Männer) arbeiteten auf einen weiteren Abschluss hin, sie waren graduates.

## Bekannte Absolventen
- James MacGregor Burns (1918–2014), US-amerikanischer Politologe und Historiker
- Gordon Clapp (* 1948), Schauspieler
- Robert F. Engle (* 1942), Wirtschaftswissenschaftler und Nobelpreisträger
- Sam French (* 1976), Filmregisseur und Drehbuchautor
- James A. Garfield[8] (1831–1881), 20. Präsident der Vereinigten Staaten
- Michael Govan (* 1963), Kunsthistoriker und Museumsdirektor
- Goh Chok Tong (* 1941), Premierminister Singapurs
- John Henry Haynes (1849–1910), Archäologe, Fotograf und Diplomat
- Tao Ho (1936–2019), Architekt und Designer
- Carina Vance Mafla (* 1977), Gesundheitsministerin Ecuadors
- Curtis McMullen (* 1958), Mathematiker und Preisträger der Fields-Medaille
- Mayo A. Shattuck III (* 1954), Vorstandsvorsitzender der Exelon Corporation
- Fletcher Steele (1885–1971), Landschaftsarchitekt
- Telford Taylor (1908–1998), US-amerikanischer Jurist und Ankläger in den Nürnberger Prozessen
- Wang Leehom (* 1976), Musiker, Musikproduzent, Regisseur und Schauspieler